# Hemosideros
Hemosideros är ett sjukdomstillstånd som beror på järninnehållet i fagocyterande celler i kroppens retikuloendoteliala system (en del av immunsystemet). 
Sjukdomen ska ej förväxlas med den snarlika men mycket mer omfattande sjukdomen hemokromatos. Fynd som stöder diagnosen är synbara järnpigment i mikroskopering av berlinerblått färgade biopsier. Orsaker har att göra med kostförändringar som har med ökat intag av järn att göra, till exempel överdriven konsumtion av järntabletter, öl och vin av vissa fabrikat. Upprepade blodtransfusioner och ökad RBC-nedbrytning vid vissa sjukdomar samt alkoholcirrhos kan vara andra orsaker.